# بابكر غويي
بابكر مبايي غويي (بالفرنسية: Babacar M'Baye Gueye)‏، من مواليد 2 مارس 1986 في داكار في السنغال، لاعب كرة قدم سنغالي.
بدأ مسيرته الكروية مع نادي متز الفرنسي في عام 2003، وهو يلعب معهم حتى الآن.
منذ عام 2004 وهو يلعب مع منتخب السنغال لكرة القدم.

## روابط خارجية
- بابكر غويي على موقع رابطة كرة القدم الفرنسية للمحترفين (الإنجليزية)
- بابكر غويي على موقع قاعدة بيانات كرة القدم.إي يو (الإنجليزية)
- بابكر غويي على موقع بيانات كرة القدم. دي إي (الألمانية)
- بابكر غويي على موقع ناشيونال فوتبول تيمز (الإنجليزية)
- بابكر غويي على موقع Soccerway.com (الإنجليزية)
- بابكر غويي على موقع عالم كرة القدم.نت (الإنجليزية)
- بابكر غويي على موقع كووورة
- بابكر غويي على موقع AS.com (الإسبانية)